# Сен-Совёр (Дордонь)
Сен-Совёр (фр. Saint-Sauveur) — коммуна во Франции, находится в регионе Аквитания. Департамент — Дордонь. Входит в состав кантона Бержерак-2. Округ коммуны — Бержерак.
Код INSEE коммуны — 34499.

## География

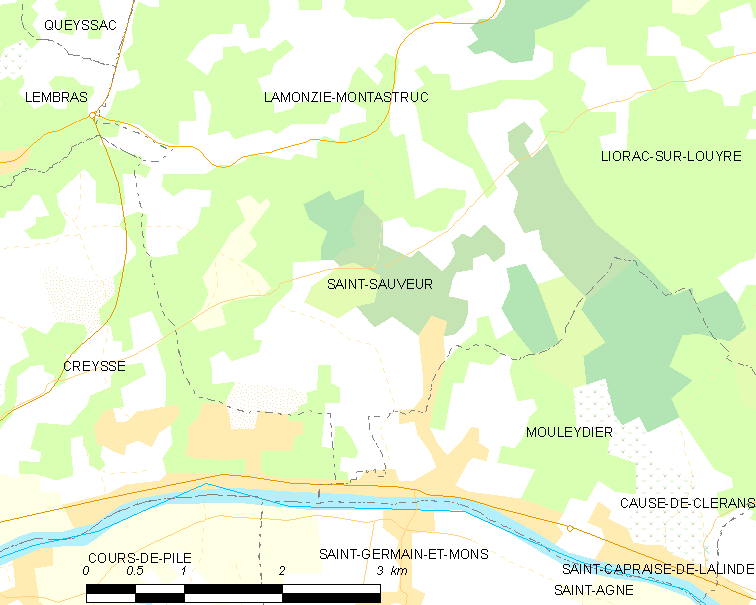
Карта коммуны

Коммуна расположена приблизительно в 470 км к югу от Парижа, в 95 км восточнее Бордо, в 37 км к югу от Перигё.

### Климат
Климат умеренный океанический со средним уровнем осадков, которые выпадают преимущественно зимой. Лето здесь долгое и тёплое, однако также довольно влажное, здесь не бывает регулярных периодов летней засухи. Средняя температура января — 5 °C, июля — 18 °C. Изредка вследствие стечения неблагоприятных погодных условий может наблюдаться непродолжительная засуха или случаются поздние заморозки. Климат меняется очень часто, как в течение сезона, так и год от года.

## Население
Население коммуны на 2010 год составляло 775 человек.
| 1962 | 1968 | 1975 | 1982 | 1990 | 1999 | 2010 |
| ---- | ---- | ---- | ---- | ---- | ---- | ---- |
| 284  | 334  | 420  | 529  | 605  | 607  | 775  |

## Администрация
| Период | Период | Фамилия           | Партия                  | Примечания |
| ------ | ------ | ----------------- | ----------------------- | ---------- |
| 1923   | 1952   | Эдмон Дод-Лаграв  |                         | врач       |
| 1952   | 1953   | Гастон Шор        |                         |            |
| 1953   | 1959   | Жорж Мори         |                         |            |
| 1959   | 1977   | Пьер Моран-Монтей |                         |            |
| 1977   | 2001   | Альфонс Дельпланк |                         |            |
| 2001   | 2020   | Даниэль Жуаре     | Социалистическая партия | пенсионер  |

## Экономика
В 2010 году среди 503 человек трудоспособного возраста (15-64 лет) 359 были экономически активными, 144 — неактивными (показатель активности — 71,4 %, в 1999 году было 68,9 %). Из 359 активных жителей работали 334 человека (178 мужчин и 156 женщин), безработных было 25 (7 мужчин и 18 женщин). Среди 144 неактивных 42 человека были учениками или студентами, 55 — пенсионерами, 47 были неактивными по другим причинам.

## Достопримечательности
- Замок Грателу (XVIII век). Исторический памятник с 1997 года[5]
- Замок Биран (XVII век)
- Церковь Преображения Господня в неоготическом стиле

## Фотогалерея

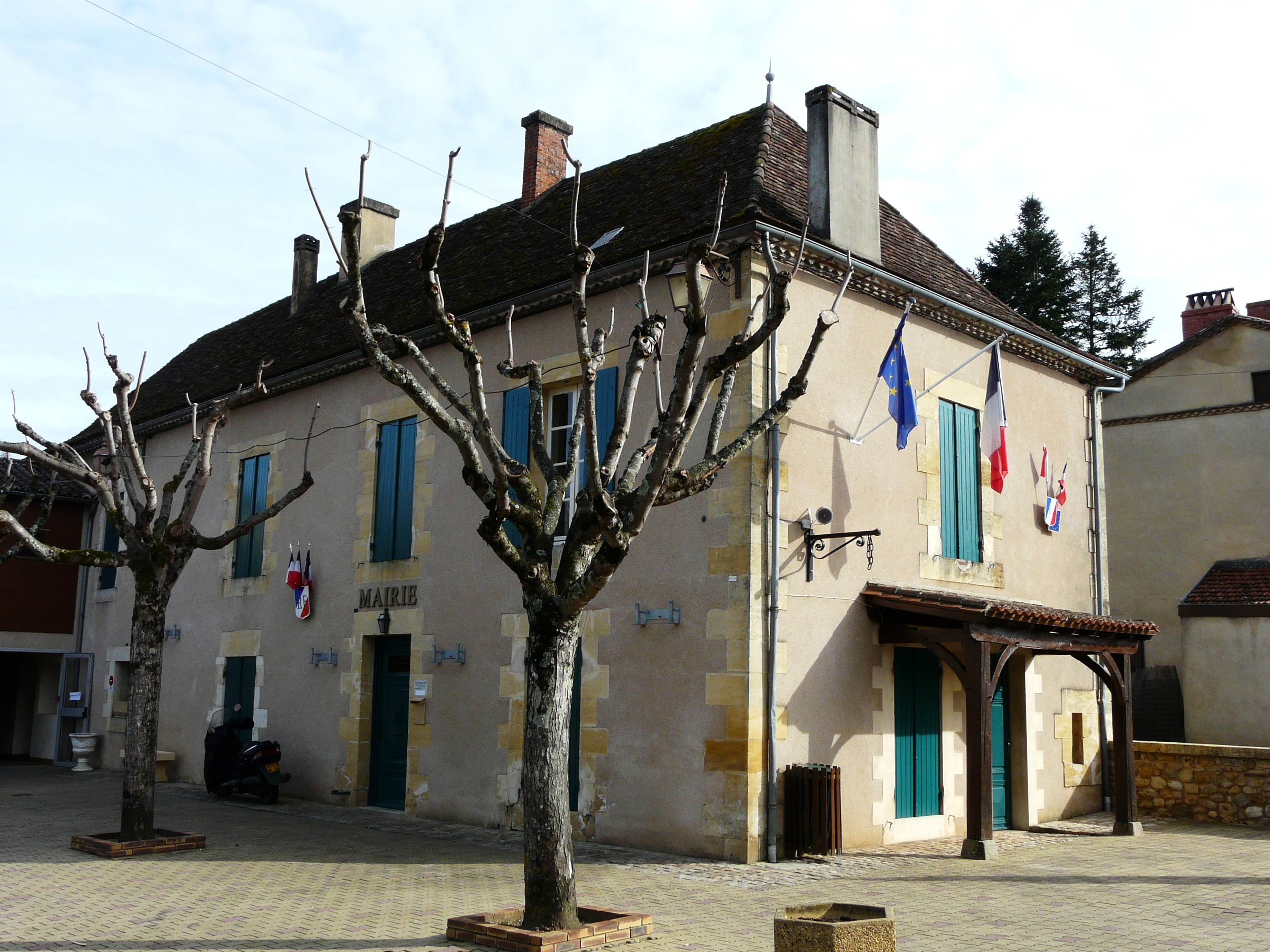
Мэрия
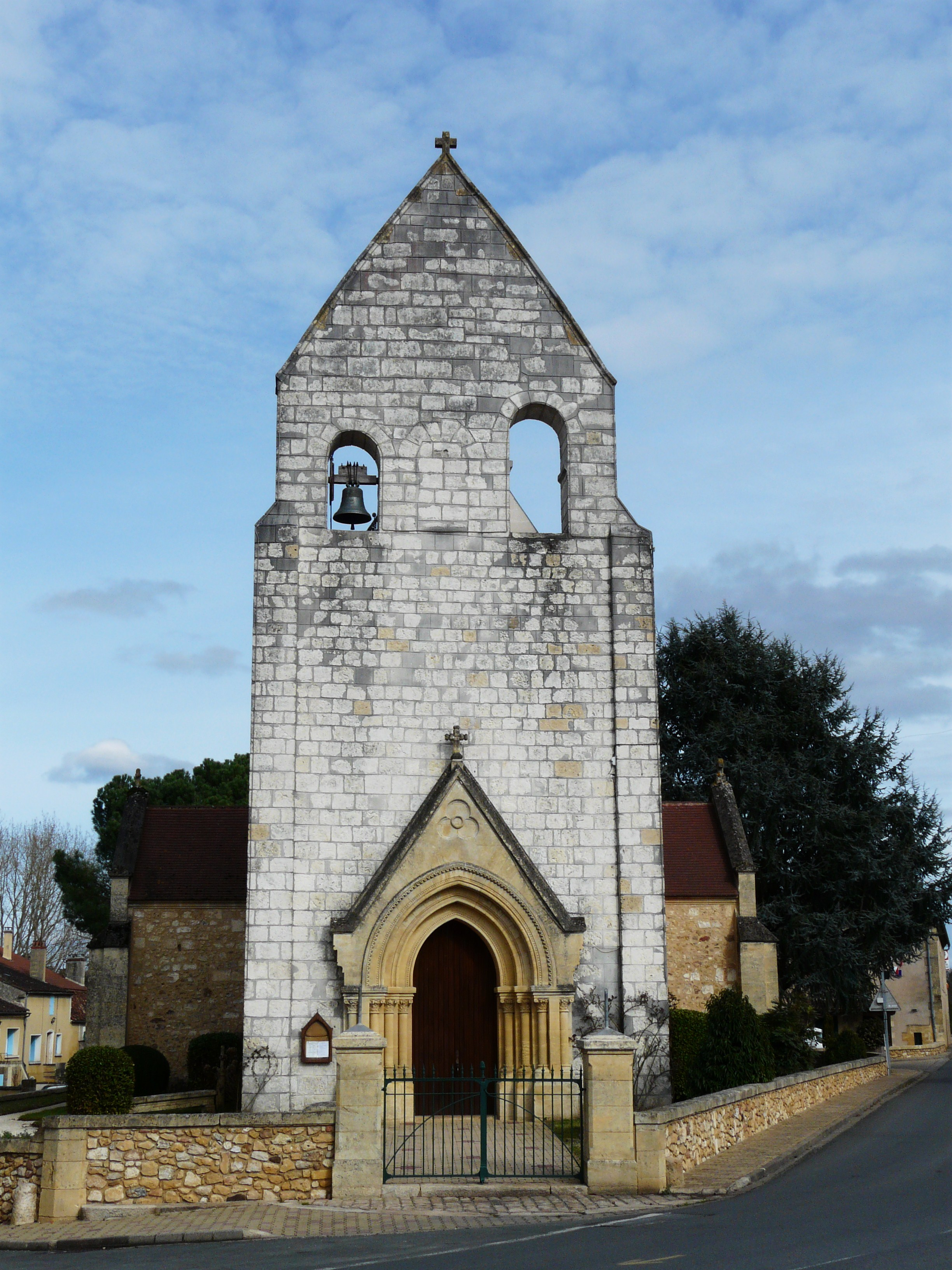
Церковь Преображения Господня
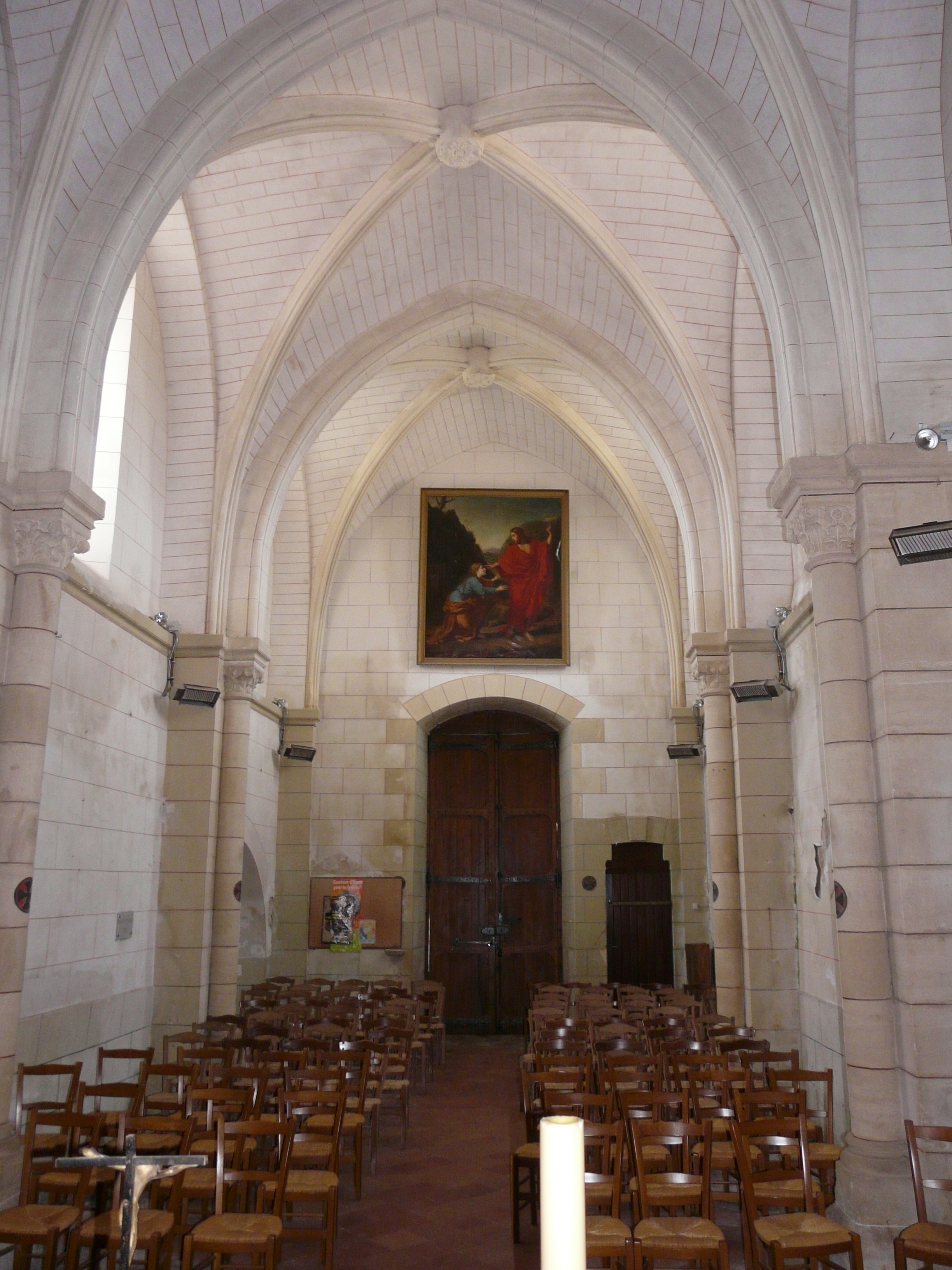
Интерьер церкви
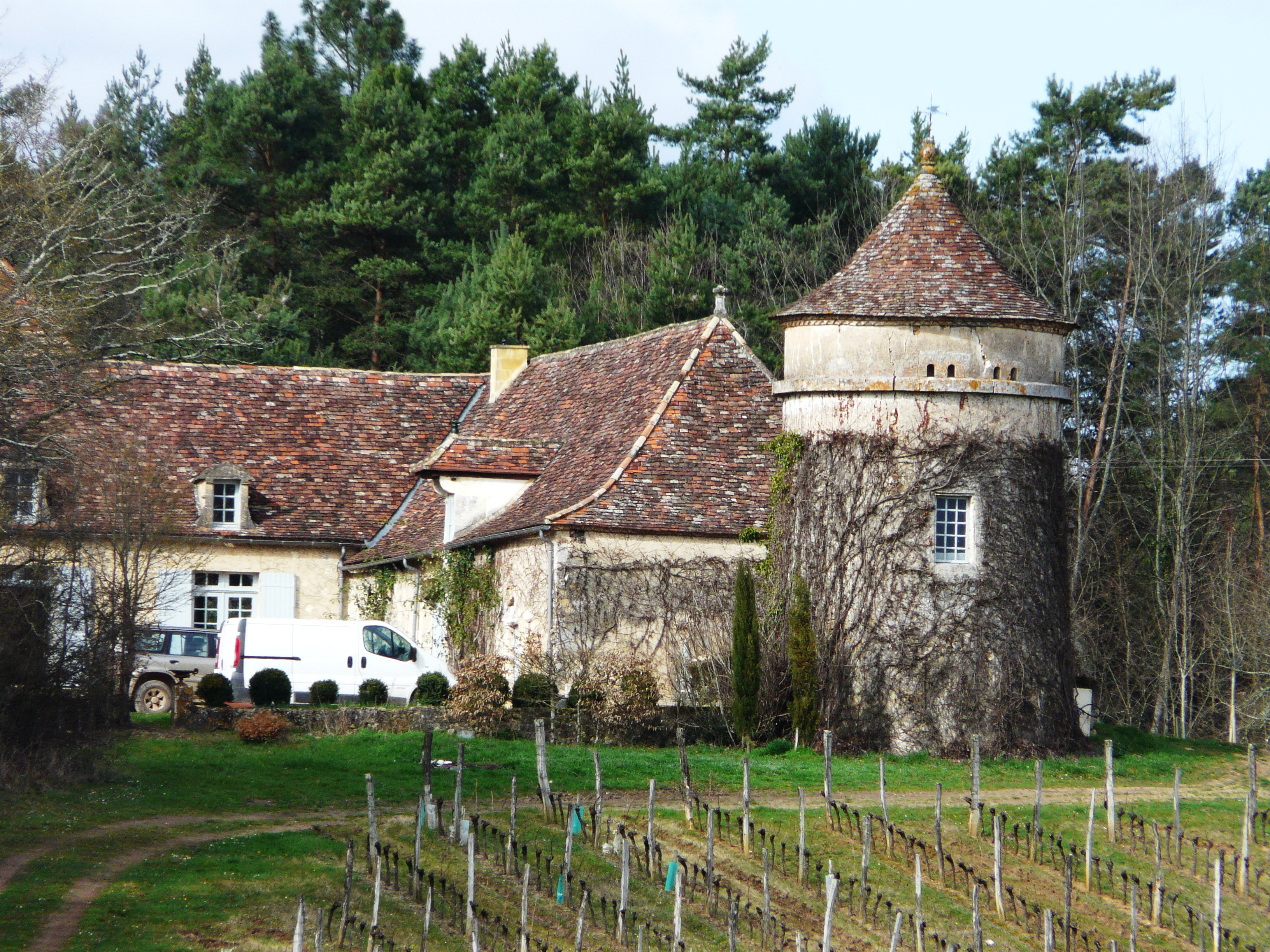
Загородный дом
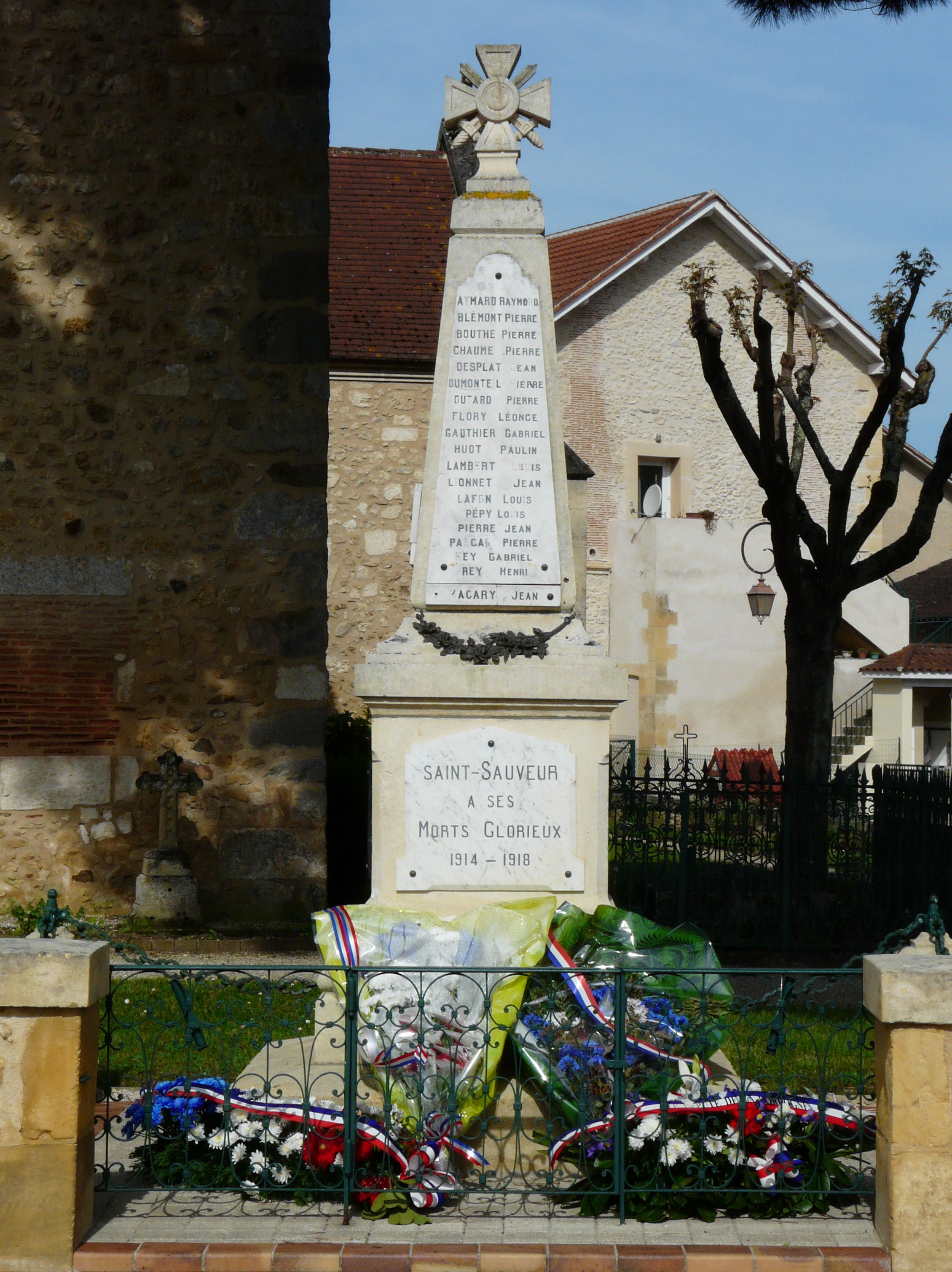
Военный мемориал
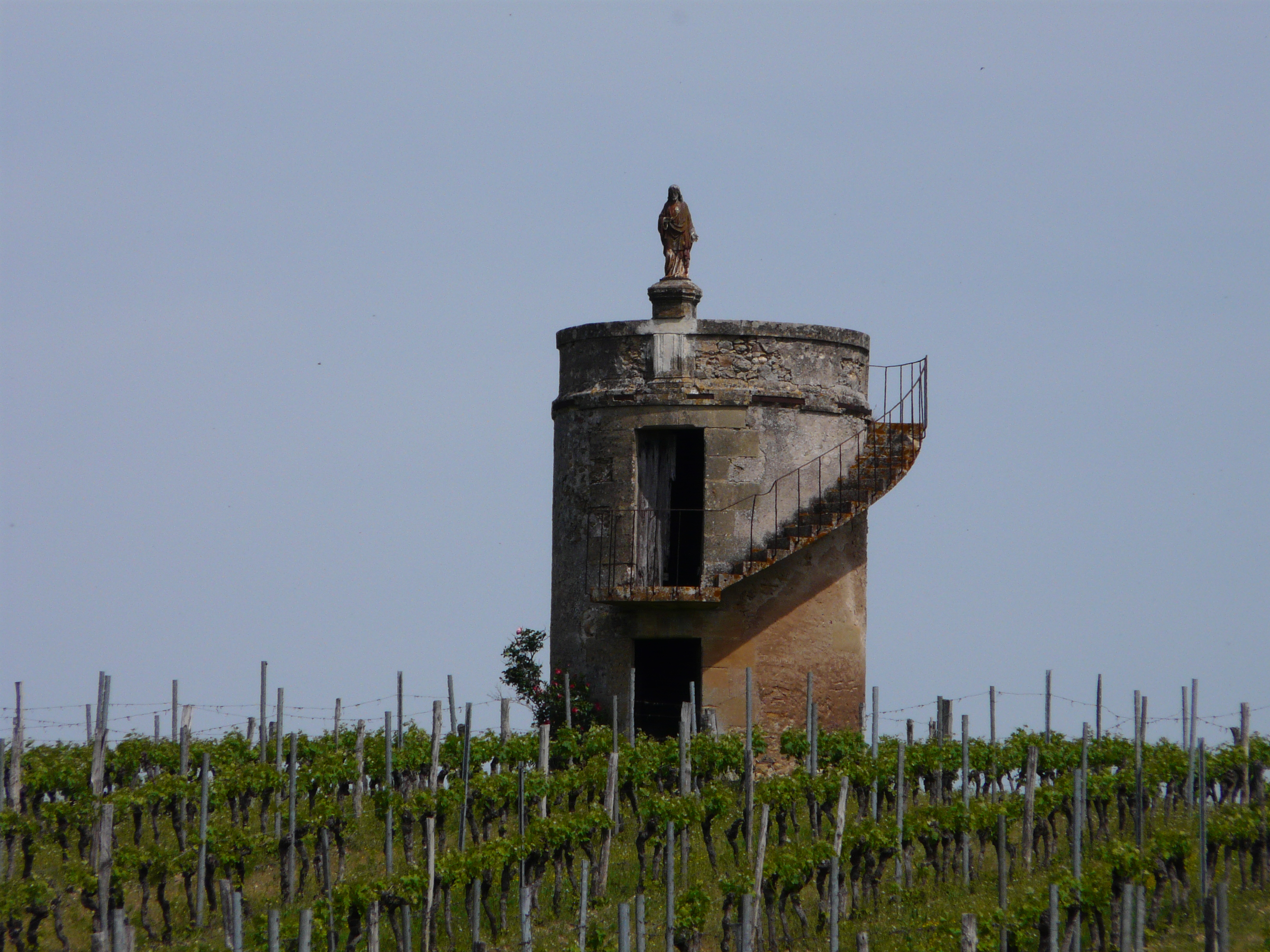
Башня
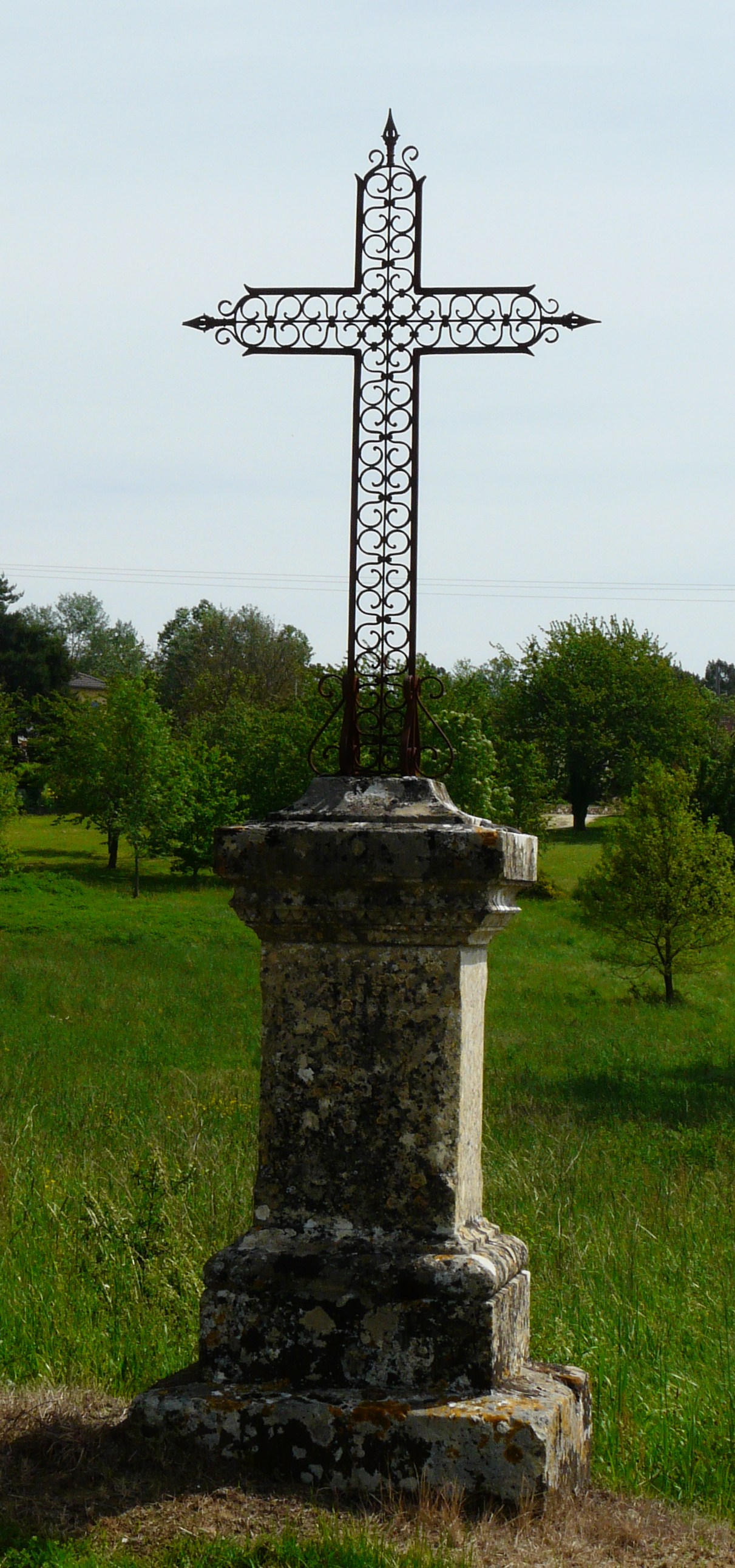
Крест
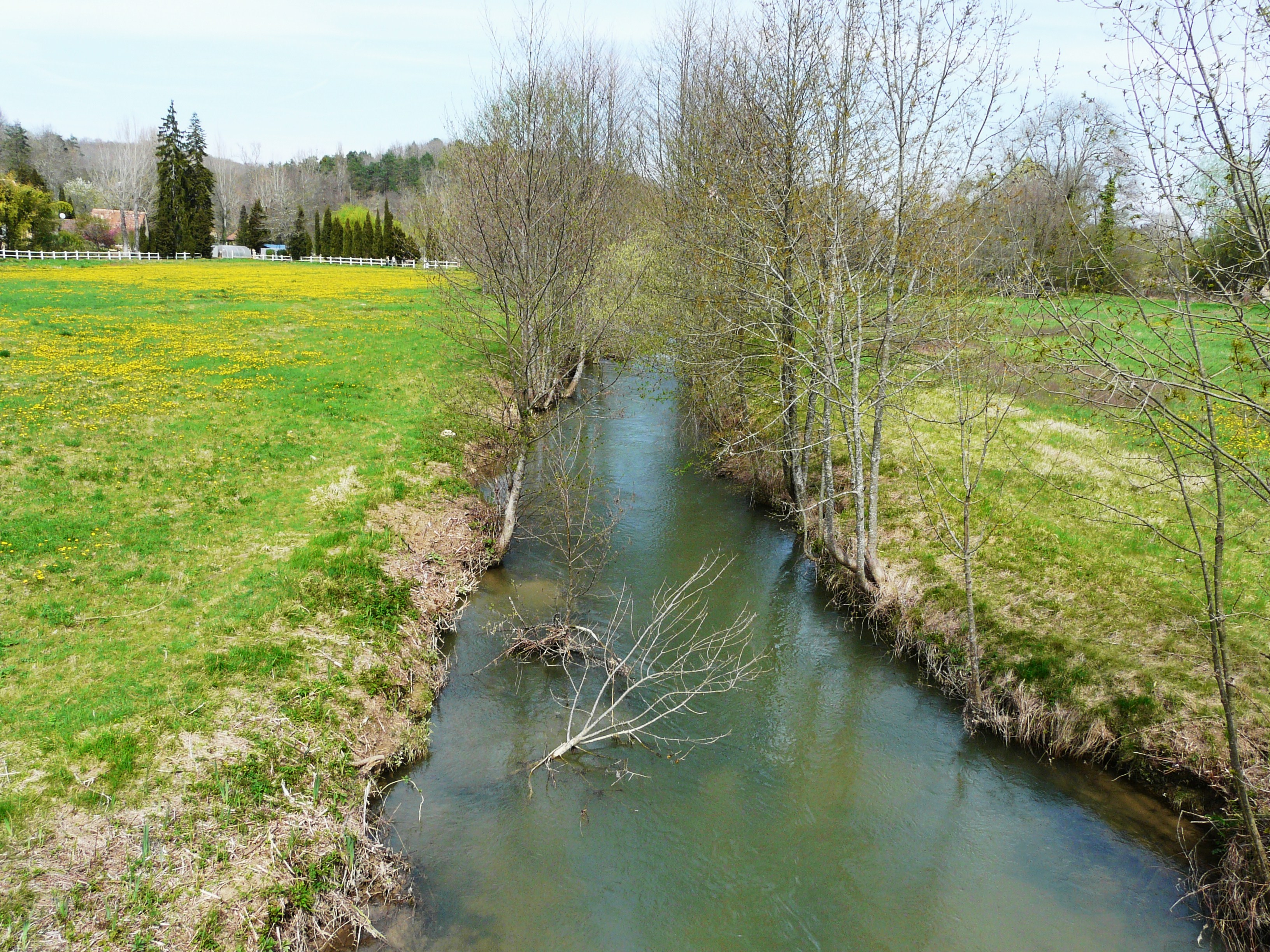
Река Кодо
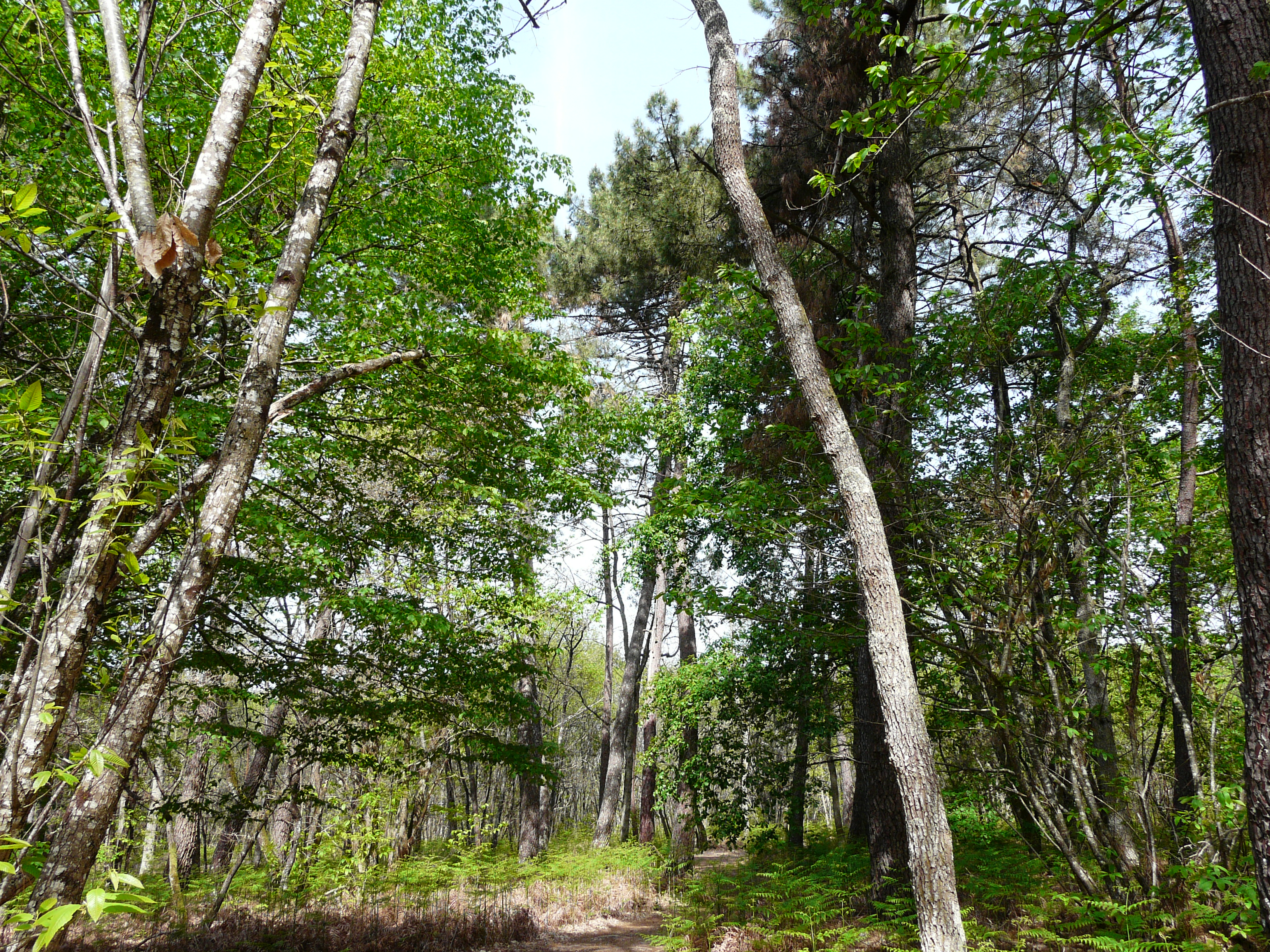
Лес Льорак